# (29075) 1950 DA
(29075) 1950 DA – mała planetoida z grupy Apollo, odkryta przez Carla A. Wirtanena w 1950 roku. Planetoida należy do obiektów NEO i PHA.

## Orbita i cechy fizyczne
Planetoida ta okrąża Słońce w ciągu 2 lat i 78 dni po orbicie z peryhelium w odległości 0,83 j.a. i aphelium 2,56 j.a., nachylonej pod kątem 12,18° do ekliptyki.
Jest to obiekt mały, niemal kulistego kształtu, o średnicy około 1,1 km, obracający się w czasie 2 godz. i 7 min dookoła własnej osi – dość szybko jak na ciała tego typu. Planetoida ta zbliża się co jakiś czas na niewielkie odległości do Ziemi - prawdopodobieństwo zderzenia z Ziemią w dniu 16 marca 2880 roku wynosi 0,33%, z danych z dnia 6 lutego 2022 roku zostało zmniejszone do 0,0029%